# ناو نوشیرو
ناو نوشیرو (به انگلیسی: Japanese cruiser Noshiro) یک کشتی بود که طول آن ۱۶۲ متر (۵۳۱ فوت) بود. این کشتی در سال ۱۹۴۲ ساخته شد.